# 谢韦尔诺耶
谢韦尔诺耶（羅馬化：Severnoye），或按乌克兰语译为谢韋爾内（羅馬化：Sieverne），法理上是烏克蘭東部頓涅茨克州霍尔利夫卡区斯尼日内市镇内的鎮，事实上是俄罗斯顿涅茨克人民共和国斯涅日诺耶市议会下辖的市级镇。距離頓涅茨克79公里，面積9.26平方公里，海拔高度295米，受大陸性氣候影響，2011年人口10,094。

## 历史
该地于1926年建村，并于1938年获得市级镇地位。该镇的第一个党支部、共青团支部在1929年成立；苏德战争期间，有682名当地居民参加了抵抗行动，其中650人获得了国家奖励，142人牺牲；为纪念从纳粹占领者手中解放过程中牺牲的苏军士兵，镇内树立有两座纪念碑；该镇有468名居民因其劳动成就而被授予苏联勋章和奖章。该镇的鼎盛时期是在70年代。当时，镇里有12个托儿所，6个幼儿园，5所学校，3个俱乐部，1座图书馆和3座食堂，居民人数超过1.5万人。
苏联解体后，由于煤炭工业的衰落，人口不断外流；2000年镇里的支柱产业——第33号矿山“北方”（烏克蘭語：Північна）因亏损严重而倒闭；2002年一家名为“Витрен”的私有企业承租矿山，租期五年；自2007年租约到期以来，该矿一直由该企业非法管理，几乎成为“独立王国”；此外当地村民也使用简单的设备手工挖煤以供自己维持家用。2012年乌克兰议会选举期间，该镇还发生了死人“投票”给地区党候选人的怪事。
2014年顿巴斯战争之后，该镇被顿涅茨克人民共和国实际占领，并于2022年9月并入俄罗斯。